# Když draka bolí hlava
Když draka bolí hlava je český film z roku 2018. Režíroval jej Dušan Rapoš, který zároveň společně s Petrem Šiškou napsal k filmu scénář.

## Obsazení
| Karel Gott             | děda kovář                         |
| Kamila Magálová        | babička Panímáma                   |
| Kateřina Brožová       | královna Eliška, matka Adélky      |
| Miroslav Šimůnek       | král Tadeáš, otec Adélky           |
| Zuzana Mauréry         | královna Anna, matka Janka         |
| Ján Koleník            | král Juraj, otec Janka             |
| Zuzana Žáková          | princezna Adélka                   |
| Jakub Jablonský        | princ Janko                        |
| Miro Noga              | Blivajz, skřet                     |
| Charlotta Ella Gottová | vnučka Barborka                    |
| Aleš Nykodým           | vnuk Tomík                         |
| Osmany Laffita         | královský komorník Marco Asombroso |
| Nelly Sofie Gottová    | děvče u kovárny                    |
| Miloslav Čížek         | hospodský                          |

## Recenze
- Mirka Spáčilová, iDNES.cz
- Kristina Roháčková, iROZHLAS